# Lauxania glabrifrons
Lauxania glabrifrons är en tvåvingeart som beskrevs av Perusse och Wheeler 2000. Lauxania glabrifrons ingår i släktet Lauxania och familjen lövflugor.
Artens utbredningsområde är Idaho. Inga underarter finns listade i Catalogue of Life.